# Mura bal parti sík
A Mura bal parti sík az Ausztria, Szlovénia, Horvátország és Magyarország területén végighúzódó Alsó-Mura-sík magyarországi része, a Zalai-dombság egyik kistája Zala vármegye területén. A 170 km²-es völgysík északnyugaton a Kerka-vidékkel, északon az Egerszeg–Letenyei-dombsággal, északkeleten a Principális-völggyel, keleten a Zalaapáti-háttal, délkeleten a Közép-Dráva-völggyel határos, déli-délnyugati kiterjedését pedig az államhatár jelöli ki.

## Földtan és domborzat
A síkság medencealjzatát a paleozoikum kései szakaszában és a mezozoikumban képződött kőzetek alkotják. A tájat Letenye térségében szeli át a Balaton-vonal néven ismert tektonikai törésvonal, amelynek sávjában eocén kori magmás kőzetek találhatóak. Az Ős-Mura a pleisztocénban rakta le az alapkőzetre kavicstakaró-teraszait, melynek egy része az idők során lepusztult. Murakeresztúrtól keletre, a holocén kori ártéren homokos, másutt változatos összetételű üledékek rétegződtek a teraszokra.
Az északnyugat–délkeleti irányú völgysík a Mura bal oldali, Magyarországra eső 47 km-es völgyszakaszát foglalja magába a Kerka-torkolattól a Dráváig. A völgyperem az Egerszeg–Letenyei-dombság meredek hegylábfelszínét követi, majd Murarátkát követő szakaszán 5–10 km-es völgymedencévé szélesedik ki. Legalacsonyabb pontja a Mura-torkolat közelében található (130 m), legmagasabb pontja az ugyancsak a torkolatvidéken emelkedő Szent Mihály-hegy (222 m).
A kistáj vízrajzát a Mura határozza meg, amelynek középvízhozama Letenyénél 167 m³/s. A kistáj területén veszi fel bal oldali mellékágai közül a Lendva–Adoványi-csatorna, a Kerka, a Szentadorján-patak, a Béci-patak, a Borsfai-patak, a Rigyáci-patak és a Principális-csatorna vizét. Hét természetes állóvize, morotvatava közül a tótszerdahelyi Holt-Mura-ág (12 ha) a legnagyobb kiterjedésű.

## Éghajlat
Mérsékelten hűvös kistáj, az átlagos évi hőmérséklet 9,6–9,8 °C között alakul, a vegetációs időszak átlaghőmérséklete 16,0 °C körüli. Az évenkénti napsütéses órák száma 1900–1920 körül mozog. A csapadékmennyiség éves átlaga 750–780 mm közötti, ezzel Magyarország legcsapadékosabb síksági tája. Az északi, valamint a völgy csapásirányával párhuzamos szélirány a jellemző.

## Talaj és növényzet
A völgytalp uralkodó talajtípusa a réti öntéstalaj (33%), a réti talaj előfordulása szórványos (2%). Noha a talajok vízgazdálkodása kiváló, az alacsony szervesanyag-tartalom miatt termékenységi mutatóik gyengék, így 60%-ban rétek és ligeterdők borítják, és csak a fennmaradó területeken folyik szántóművelés. A magasabban fekvő völgyválli lejtőterületeket pszeudoglejes barna erdőtalaj (40%), Murakeresztúrtól délkeletre agyagbemosódásos barna erdőtalaj (25%) fedi.
A Mura-sík természetes növénytakarója változatos. A part menti területek jellemző társulásai a fűz-nyár ártéri ligetek, kissé távolabb tölgy, kőris és szil összetételű ligetek. Ezekben a társulásokban nem ritkák a síkságra lejutott hegyvidéki fajok (csermelyciprus, csipkeharaszt stb.). A folyózátonyokat bokorfüzesek, a holtágakat láptavi hínárnövényzet, a környező üde foltokat égerligetek jellemzik. A tipikus nyugat-dunántúli flóraelemek (magyar varfű, erdei galaj, szártalan kankalin stb.) mellett ligeterdei fajok (hóvirág, bogláros szellőrózsa, nyári tőzike stb.) határozzák meg a természetes erdők aljnövényzetét. A kistáj délkeleti végpontján, a Szent Mihály-hegy oldalában illír bükkösök terülnek el, illír flóraelemekkel (pofók árvacsalán, hármaslevelű szellőrózsa, hármaslevelű fogasír stb.). Az őshonos társulások helyét mára néhány helyütt telepített akácosok és nemesnyárosok vették át, nagy területeken pedig a szántóművelés szorította vissza az erdőket és a ligeteket. Az egykor nagy kiterjedésű természetes gyepek és rétek helyén javarészt szintén szántóföldek terülnek el, illetve aranyvesszőfajokkal elözönlött franciaperjés rétek vették át a helyüket. Az intenzív kavicsbányászat szintén hozzájárult a természetes élőterületek megcsappanásához.
| Területhasznosítás | Terület    | Területarány |
| ------------------ | ---------- | ------------ |
| Lakott terület     | 918,2 ha   | 5,4%         |
| Szántó             | 9 104,0 ha | 53,5%        |
| Kert               | 431,9 ha   | 2,5%         |
| Szőlő              | 332,6 ha   | 2,0%         |
| Rét, legelő        | 1 573,4 ha | 9,2%         |
| Erdő               | 4 045,1 ha | 23,8%        |
| Vízfelszín         | 615,0 ha   | 3,6%         |

## Népesség
A Mura bal parti sík lakossága 12 912 fő (2001), népsűrűsége mintegy kétharmada az országos átlagnak (76,0 fő/km²), településhálózata relatíve sűrű. Városi jogállású települése Letenye (4545 fő, 2001), két község, Murakeresztúr és Tótszerdahely lélekszáma haladja meg az 1000 főt. Az 500–1000 fős kisfalvak (Fityeház, Molnári, Muraszemenye, Semjénháza, Tótszentmárton) és a 200–500 lelkes aprófalvak (Csörnyeföld, Dobri, Kerkaszentkirály, Murarátka) aránya kiegyenlített.
A 2001. évi népszámlálási adatok alapján egyöntetűen római katolikus terület: a népesség 91,7%-a ehhez a felekezethez tartozik, rajtuk kívül egyedül a reformátusok (0,9%) részaránya számottevő. A Mura bal parti sík a magyarországi horvátok egyik legfontosabb szállásterülete: a magyarok aránya mindössze 79,5%-os, míg a horvátoké 18,7%-os. Többséget alkotnak Molnáriban (64%) és Tótszerdahelyen (57%), de jelentős a részarányuk Fityeházán (47%), Tótszentmártonban (44%) és Semjénházán (32%) is. A kistáj további jelentős kisebbségét a cigányok (1,6%) alkotják.